# Jan Fyt

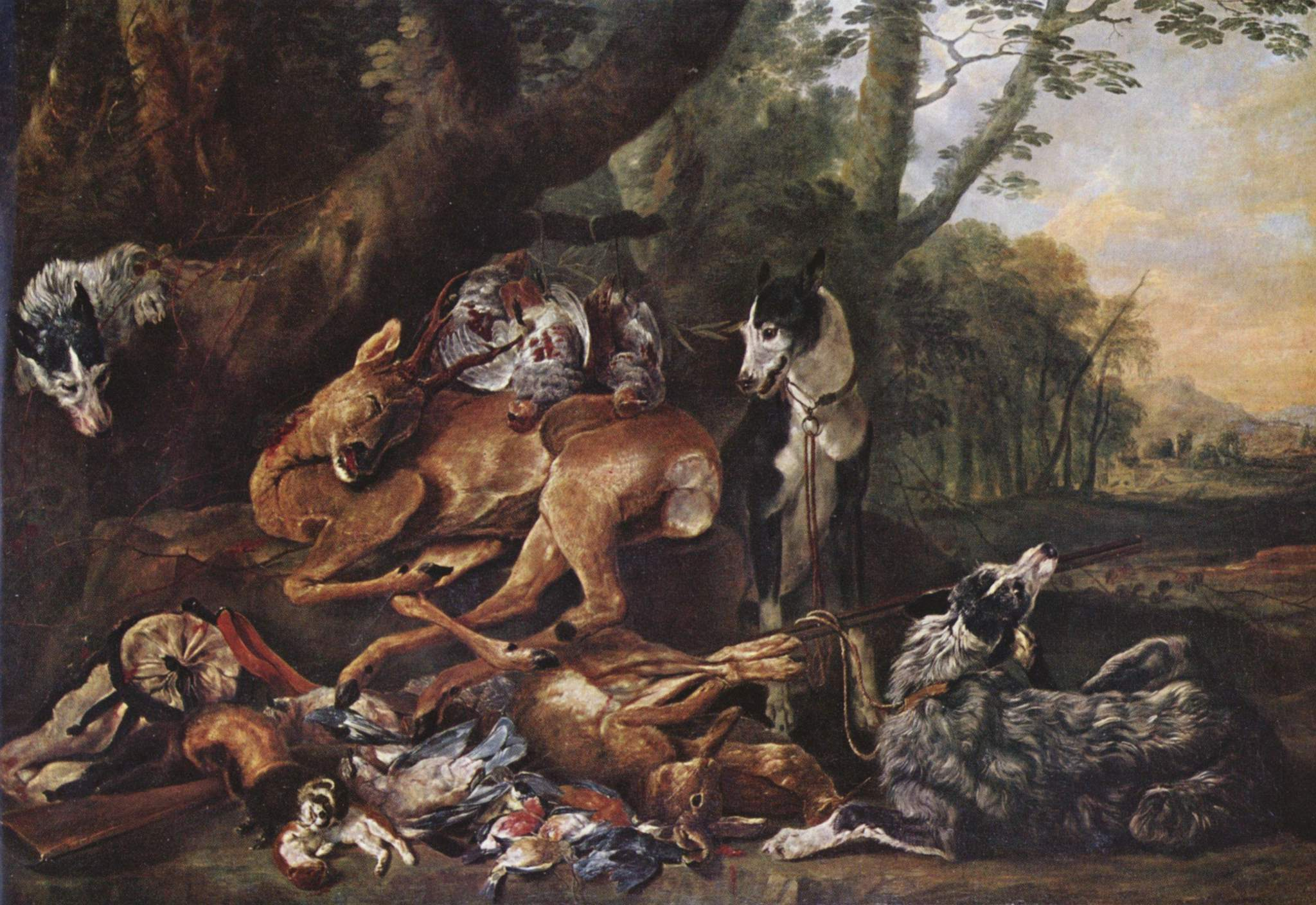
Trofea myśliwskie, 1649

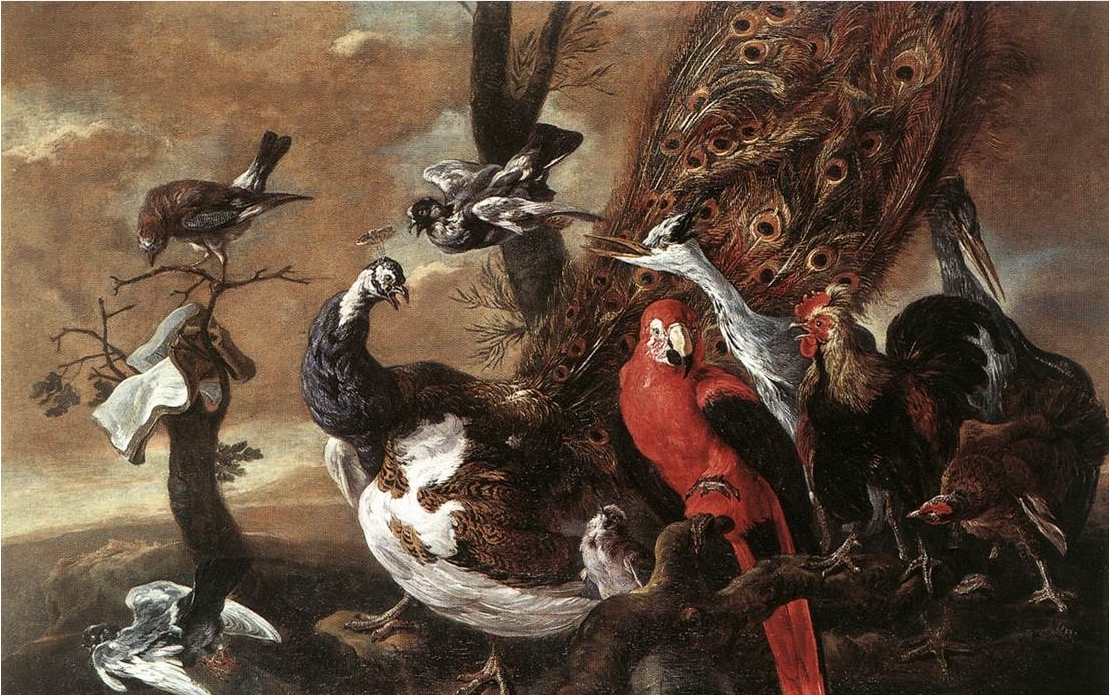
Ptasi koncert

Jan Fyt także Johannes Fijt (ur. 15 marca 1611 w Antwerpii, zm. 11 września 1661 tamże) – flamandzki malarz barokowy działający w Antwerpii.
Był uczeniem Fransa Snydersa. W 1629 przyjęty został do gildii św. Łukasza w Antwerpii. W 1631 wyjechał do Paryża, a dwa lata później do Włoch. Przebywał głównie w Wenecji i Rzymie, był członkiem Schildersbent, stowarzyszenia artystycznego malarzy holenderskich i flamandzkich mieszkających w Rzymie. Do ojczyzny powrócił w 1641 i do końca życia cieszył się uznaniem i popularnością. Licznie zachowane akta sądowe świadczą o jego gwałtownym i kłótliwym charakterze. Pozostawił po sobie kilkaset obrazów, które stworzył w latach 1631-1661. Jego uczniem był Pieter Boel i prawdopodobnie David de Coninck.
Jan Fyt malował martwe natury, głównie trofea myśliwskie, a także sceny polowań, kwiaty i ptasie koncerty. Jego styl znacznie odbiega od twórczości nauczyciela, Fransa Snydersa, artysta kładł mniejszy nacisk na dekoracyjność, koncentrując się na efektach plastycznych. Jego prace są bardziej ekspresyjne i intymne, kolorystyka stonowana i wyważona. Na twórczość Fyta w znacznym stopniu oddziaływał Rubens.
W Muzeum Narodowym w Warszawie znajduje się kilka obrazów przypisywanych Fytowi, m.in. Trofea myśliwskie, pies i sowa.

## Wybrane prace
- Waza z malwami na tle pejzażu, Bruksela,
- Polowanie na zająca, Prado,
- Martwy paw, Gandawa,
- Myśliwskie trofea, ptaki i zwierzęta, 1651, Sztokholm,
- Trofea myśliwskie i pies, Luwr,
- Martwa natura z zającem i kuropatwami, Wiedeń,
- Martwa natura z winogronami, papugą i małpką, Gemäldegalerie der Akademie der bildenden Künste, Wiedeń.